# Criniera

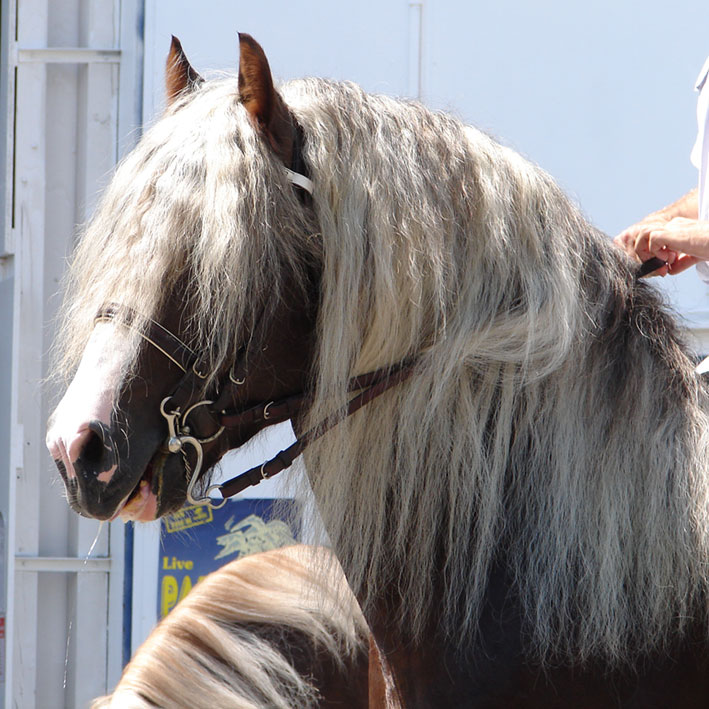
Cavallo con una lunga criniera

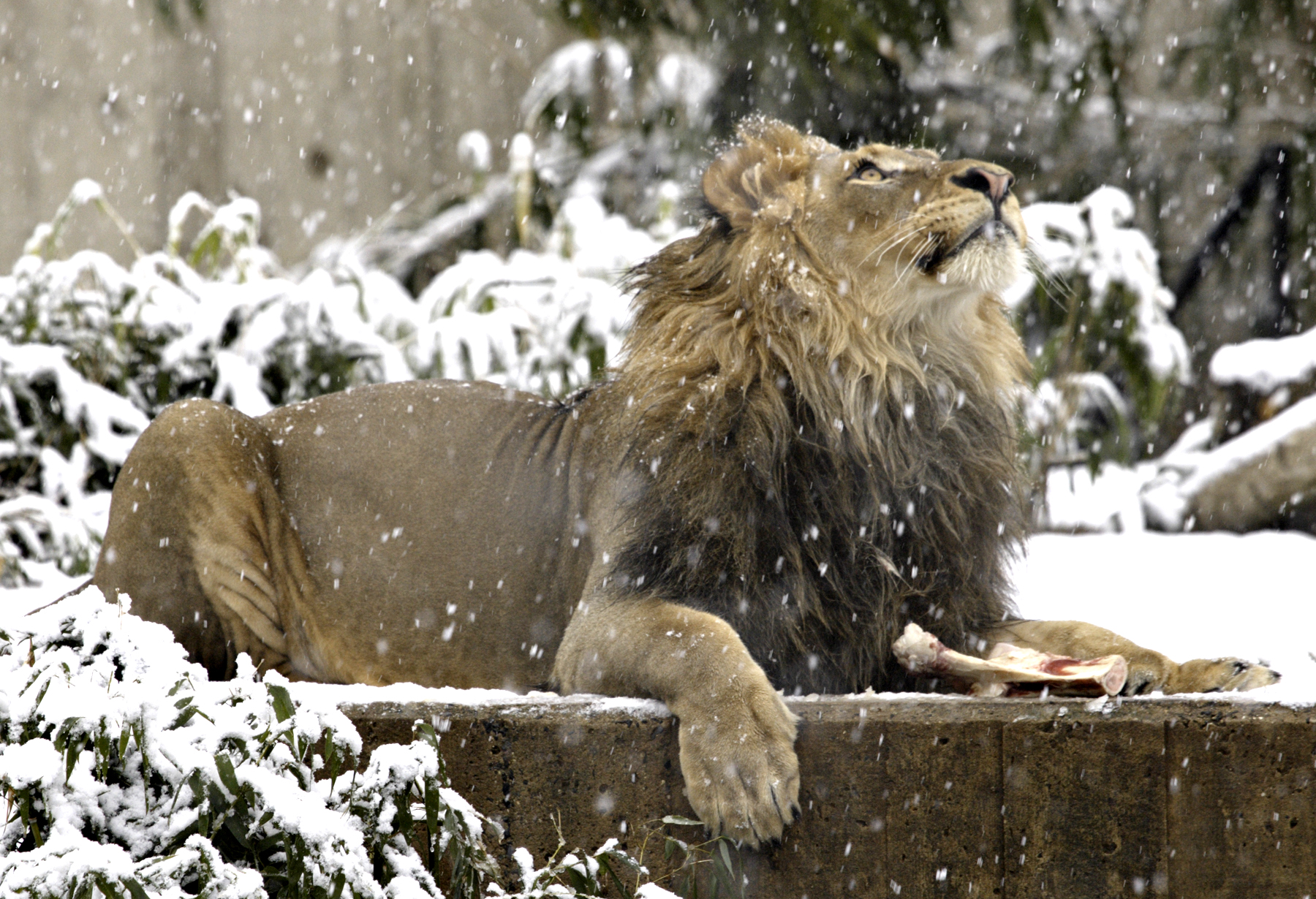
La criniera rappresenta un'importante caratteristica dimorfica nel leone

La criniera è una caratteristica anatomica degli equidi e dei leoni maschi. Si tratta del pelo particolarmente lungo e folto che ricopre la testa, il collo e la sommità delle spalle dei succitati mammiferi. Nel caso degli equini, la criniera ricopre la parte superiore del collo, mentre il collo di un leone maschio ne è completamente circondato.

## Leone
La criniera dei maschi è un tratto che i leoni hanno acquisito probabilmente nelle fasi più recenti della loro evoluzione (vedi la sezione Evoluzione), e che aveva probabilmente la funzione originaria di protezione dal freddo. In seguito, il volume della criniera divenne un fattore di selezione sessuale, cosa che contribuì a farne aumentare il volume a scapito della funzionalità: leoni con criniere particolarmente grandi, infatti, hanno talvolta problemi di termoregolazione. In ogni caso, quale sia lo scopo della criniera del leone è ancora un argomento dibattuto; secondo alcuni potrebbe avere (o avere svolto in passato) anche una funzione difensiva, a protezione della zona vulnerabile della gola, ma le osservazioni sperimentali non ne danno evidenza, almeno all'attuale stadio evolutivo.
In passato si credette che differenze nella morfologia della criniera potessero essere usate come tratto discriminante nella definizione di sottospecie del Panthera leo, come il leone berbero, il leone del Capo o il leone abissino. In seguito, venne dimostrato che il colore e le dimensioni della criniera sono influenzate da numerosi fattori ambientali, come la temperatura. In particolare, le temperature fredde di alcuni zoo europei e nordamericani contribuiscono allo sviluppo di grandi criniere.
A parità di condizioni ambientali, la morfologia della criniera è determinata da fattori genetici, dal livello di maturità sessuale e dalla produzione di testosterone. Hanno criniere di dimensioni ridotte, per esempio, i maschi castrati o quelli appartenenti a popolazioni in cui ci sono stati numerosi accoppiamenti fra consanguinei, con conseguente impoverimento genetico.

## Equini
La criniera è una massa di pelo più grossolana e consistente che nel resto del corpo e cresce in maniera naturale fino a ricoprire la parte superiore del collo. L'ereditarietà influenza sia la lunghezza che lo spessore dei peli.
Alcuni cavalli, ad esempio quelli che lavorano nei circhi o in esibizioni varie come i Cavalia, hanno criniere che crescono fino alle ginocchia. Ad altri il crine viene completamente o parzialmente rasato per motivi estetici o di praticità. Tendenzialmente la lunghezza non supera quella del collo, in quanto l'usura naturale la limita.
Si ritiene che serva a mantenere il collo caldo, e a far defluire l'acqua che si accumulerebbe sulla testa quando l'animale non trovasse riparo in caso di pioggia. Protegge il cavallo quando gli insetti lo infastidiscono, anche se questo ruolo è principalmente devoluto alla coda.
I pony in genere hanno le criniere più vistose, e differenti razze di cavallo presentano variazioni sostanziali. Gli altri equidi, come ad esempio l'asino, hanno generalmente criniere più rade.